# Taiwan Open 2016
Taiwan Open 2016 byl tenisový turnaj pořádaný jako součást ženského okruhu WTA Tour, který se hrál na dvorcích s tvrdým povrchem DecoTurf v Tenisovém centru Jang-ming. Probíhal mezi 8. až 14. únorem 2016 v tchajwanském Kao-siungu jako první ročník události. V kalendáři okruhu nahradil třetí nejdéle hranou událost dané kategorie PTT Thailand Open v Pattayi.
Turnaj s rozpočtem 500 000 dolarů patřil do kategorie WTA International Tournaments. Nejvýše nasazenou hráčkou ve dvouhře se stala dvanáctá tenistka světa Venus Williamsová ze Spojených států, která splnila roli fasvoritky a turnaj vyhrála. Jako poslední přímá účastnice do dvouhry nastoupila 168. lucemburská hráčka žebříčku Mandy Minellaová. Deblovou soutěž ovládl tchyjwanský pár Čan Chao-čching a Čan Jung-žan.

## Distribuce bodů a finančních odměn

### Distribuce bodů
| Soutěž  | vítězky | finalistky | semifinalistky | čtvrtfinalistky | 16 v kole | 32 v kole | Q  | Q3 | Q2 | Q1 |
| ------- | ------- | ---------- | -------------- | --------------- | --------- | --------- | -- | -- | -- | -- |
| dvouhra | 280     | 180        | 110            | 60              | 30        | 1         | 18 | 14 | 10 | 1  |
| čtyřhra | 280     | 180        | 110            | 60              | 1         | —         | —  | —  | —  | —  |

### Finanční odměny
| dvouhra                               | $111 164 | $55 324 | $29 730 | $8 898 | $4 899 | $3 026 | $1 470 | $865 |
| čtyřhra                               | $17 724  | $9 222  | $4 950  | $2 623 | $1 383 | —      | —      | —    |
| částky ve čtyřhře jsou uváděny na pár |          |         |         |        |        |        |        |      |

## Ženská dvouhra

### Nasazení
| Stát                          | Hráčka            | WTA | Nasazení |
| ----------------------------- | ----------------- | --- | -------- |
| USA                           | Venus Williamsová | 12. | 1.       |
| Japonsko                      | Misaki Doiová     | 62. | 2.       |
| Kazachstán                    | Julia Putincevová | 64. | 3.       |
| Kazachstán                    | Zarina Dijasová   | 69. | 4.       |
| Čína                          | Čeng Saj-saj      | 71. | 5.       |
| Čínská Tchaj-pej              | Sie Šu-wej        | 82. | 6.       |
| Japonsko                      | Kurumi Naraová    | 90. | 7.       |
| USA                           | Alison Riskeová   | 92. | 8.       |
| Žebříček WTA ke 1. února 2016 |                   |     |          |

### Jiné formy účasti
Následující hráčky obdržely divokou kartu do hlavní soutěže:
- Hsu Ching-wen
- Lee Pei-chi
- Lee Ya-hsuan

Následující hráčky si zajistily postup do hlavní soutěže v kvalifikaci:
- Miju Katová
- Ljudmyla Kičenoková
- Ajaka Okunová
- Laura Pousocá Tiová
- Sherazad Reixová
- Čang Jü-süan

Následující hráčky postoupily do hlavní soutěže jako tzv. šťatné poražené:
- Hiroko Kuwatová
- Marina Melnikovová

### Odhlášení
před zahájením turnaje
- Jana Čepelová (natažení břišního svalstva) → nahradila ji Marina Melnikovová[3]
- Luksika Kumkhumová → nahradila ji Mandy Minellaová
- Romina Oprandiová → nahradila ji Kristína Kučová
- Pauline Parmentierová → nahradila ji Hiroko Kuwatová
- Ajla Tomljanovićová → nahradila ji Naomi Ósakaová

## Ženská čtyřhra

### Nasazení
| Stát                                                                     | Hráčka              | Stát             | Hráčka            | WTA  | Nasazení |
| ------------------------------------------------------------------------ | ------------------- | ---------------- | ----------------- | ---- | -------- |
| Čínská Tchaj-pej                                                         | Čan Chao-čching     | Čínská Tchaj-pej | Čan Jung-žan      | 21.  | 1.       |
| Čína                                                                     | Liang Čchen         | Čína             | Wang Ja-fan       | 88.  | 2.       |
| Ukrajina                                                                 | Ljudmyla Kičenoková | Ukrajina         | Nadija Kičenoková | 121. | 3.       |
| Japonsko                                                                 | Šúko Aojamová       | Čínská Tchaj-pej | Čan Ťin-wej       | 162. | 4.       |
| Žebříček WTA k 1. února 2016; číslo je součtem umístění obou členek páru |                     |                  |                   |      |          |

### Jiné formy účasti
Následující páry získaly do soutěže divokou kartu:
- Chien Pei-ju /  Lee Pei-chi
- Cho I-hsuan /  Shih Hsin-yuan

## Přehled finále

### Ženská dvouhra
- Venus Williamsová vs.  Misaki Doiová, 6–4, 6–2

### Ženská čtyřhra
- Čan Chao-čching /  Čan Jung-žan vs.  Eri Hozumiová /  Miju Katová, 6–4, 6–3